# Karel Domin

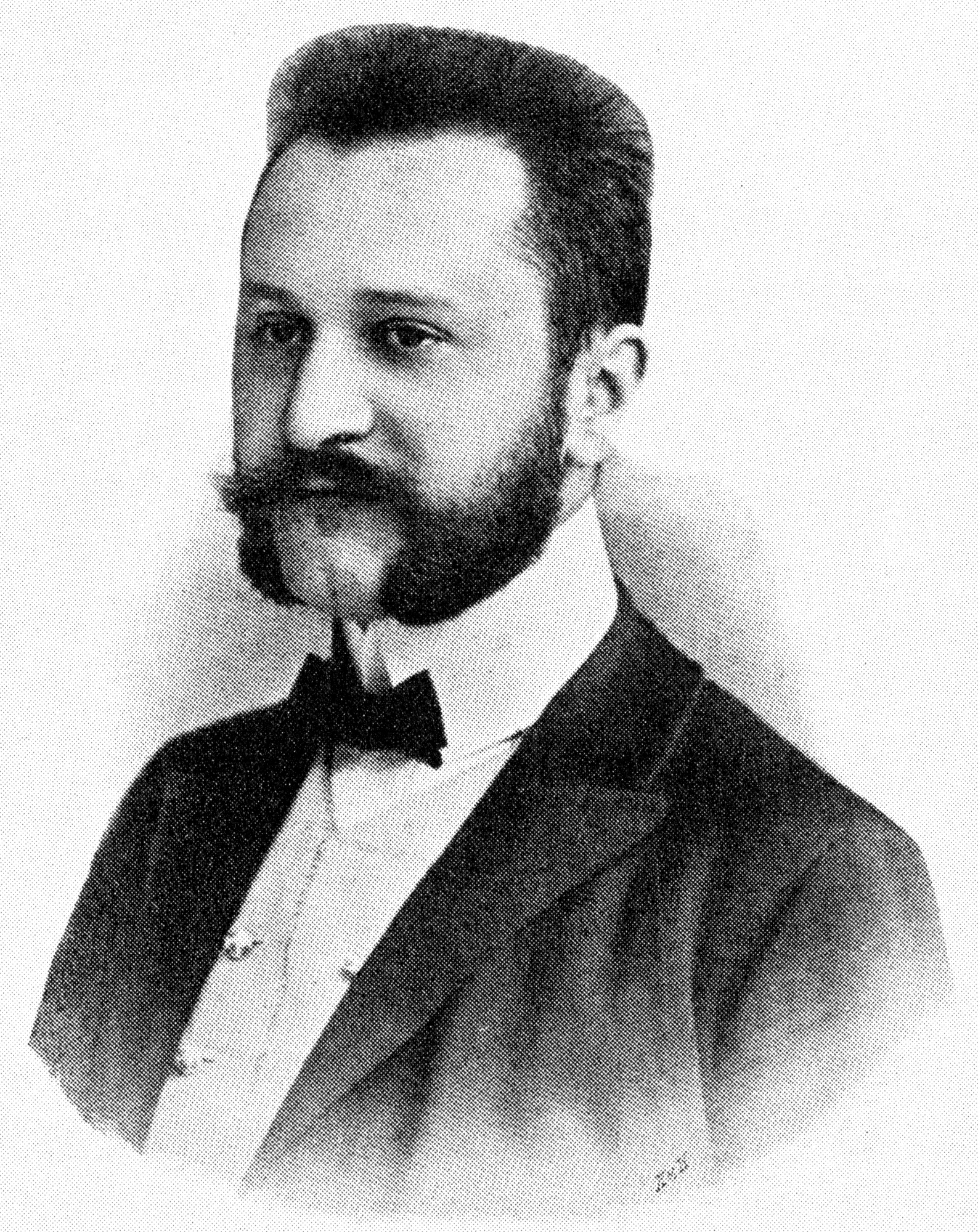
Karel Domin.

Karel Domin (* 4. Mai 1882 in Kutna Hora, Österreich-Ungarn; † 10. Juni 1953 in Prag) war ein böhmischer, k. u. k. österreichischer, später tschechoslowakischer Botaniker. Sein offizielles botanisches Autorenkürzel lautet „Domin“.

## Leben
Von 1909 bis 1910 unternahm er mit seinem Freund Jiří Viktor Daneš und dessen Frau eine Expedition nach Java und Australien und sammelte dort über 4000 Arten. Anschließend veröffentlichte er einige grundlegende und bedeutende Werke zur Taxonomie und Phytogeographie Australiens, arbeitete aber auch zur Flora Tschechiens und der Slowakei.  Ihm zu Ehren wurde im März 1989 eine 757 Meter hoch gelegene Felsformation aus Serpentinit und das umliegende Gebiet am Vlčí kámen als Naturdenkmal erklärt und trägt seither den Namen „Dominova skalka“ (Domin-Felsen).

### Insignienstreit
Domín war im akademischen Jahr 1933/34 Rektor der tschechischen Karls-Universität in Prag. In diesem flammte der Insignienstreit wieder auf, nachdem August Naegle, der „eiserne“ Rektor der Deutschen Karl-Ferdinands-Universität Prag, verstorben war.
Rektor Domin mobilisierte durch seine Rede einen Sturm auf das deutsche Universitätsgebäude am 24. November 1934, bei dem mehrere Studenten verletzt wurden. Der deutsche Rektor, Professor Grosser, entschied sich tags darauf, die Insignien zu übergeben, und leitete sie noch am gleichen Tag an die tschechische Hochschule weiter. Damit hatte „das neue Universitätsgesetz viel dazu beigetragen, (...) ein friedliches Zusammenleben der Nationen in dem neuen Staat“ unmöglich zu machen, schrieb Grosser später.

## Werke
- Plantarum Čechoslovakiae enumeratio species vasulares… 1936.
- Beiträge zur Flora und Pflanzengeographie Australiens. In: Bibliotheca botanica. 85 (1914 bis 1915) und 89 (1921 bis 1929).
- zusammen mit J. Futák: Bibliografia k flóre ČSR. 1960 (postum erschienen).